# Guineai tokó
A guineai tokó (Lophoceros fasciatus) a madarak osztályának a szarvascsőrűmadár-alakúak (Bucerotiformes) rendjéhez, ezen belül a szarvascsőrűmadár-félék (Bucerotidae) családjához tartozó faj.

## Rendszerezése
A fajt George Shaw svájci zoológus írta le 1889-ben, a Buceros nembe Buceros fasciatus néven. Régebben a Tockus nembe sorolták Tockus fasciatus néven.

## Alfajai
- Tockus fasciatus fasciatus (Shaw, 1811)
- Tockus fasciatus semifasciatus (Hartlaub, 1855)

## Előfordulása
Afrika nyugati és középső részén honos, Gambiától keletre egészen Uganda nyugati részéig és Észak-Angoláig. 
Természetes élőhelyei a szubtrópusi és trópusi síkvidéki esőerdők és száraz erdők, valamint legelők, ültetvények, szántóföldek és vidéki kertek. Állandó, nem vonuló faj.

## Megjelenése
Testhossza 50 centiméter, testtömege 191-316 gramm.  A tollazata fekete, de a farktollán és hasán fehér, a csőre sárga. A hím és a tojó közötti különbség az, hogy a hímnek szarvas csőre van.

## Életmódja
Rovarokkal és gyümölcsökkel táplálkozik.

## Szaporodása
Mindkét szülő gondozza a fiókákat.

## Természetvédelmi helyzete
Az elterjedési területe rendkívül nagy, egyedszáma ismeretlen. A Természetvédelmi Világszövetség Vörös listáján nem fenyegetett fajként szerepel.